# 베이비 프린세스
베이비 프린세스(Baby Princess)는 시스터 프린세스, 후타코이등의 독자참여 프로젝트를 진행하던 전격 G's 매거진에서 2007년 말 새롭게 공개한 독자 참여형 프로젝트. 약칭은 '베비프리(べびプリ)'.

## 스토리
어머니 카렌이 주인공을 입양하여 키우면서 이야기는 시작된다. 그런데 이 집에는 딸만 19명이 있다. 황당하게도 모두 연년생인데 0살부터 19살까지. 주인공은 3명의 누나와 16명의 여동생과 함께 살아가게 된다. 그런데 이 19명의 딸들은 각자 성격이 제각각이며 주인공을 노골적으로 싫어하는 딸이 있는 반면 주인공과 결혼하려는 딸도 존재한다.

## 등장인물

### 메인캐릭터
- 요타로(성우 : 카지 유우키)

베이비 프린세스의 주인공. 1999년생 15살. 첫 등장시에는 사립중 3학년생으로 할머니 사후 사립 코노하나 학원 고등부 1학년 C반에 편입. 요타로는 어려서 부모를 잃고 할머니 미소라와 공영주택에서 살고 있었다. 중학교 3학년 겨울에 할머니가 사망하자 히카루의 권유로 아마츠카 가에 입양되어 '생이별한 장남'으로서 살게 된다. 별로 자기주장을 하지 않는 어른스러운 성격이지만 이성에 대한 흥미도 가진 소년. 감수성 풍부한 19자매의 행동에 압도되거나, 여심을 이해하지 못하는 말을 하는 경우도 있지만 아마츠카 가에서 살면서 장남으로서 성장해 간다.
아마츠카 가에서 살게 된 후에도 아마츠카란 성을 쓰지는 않고 교내에는 아마츠카 가의 소꿉친구로 알려져 있다.
- 아빠(성우 : ?)

19자매와 주인공의 아버지 엄마의 남편 원작과 애니에선 등장하지 않았다.
나이는 역시 불명(1967년~1973년쯤축수)
- 엄마(성우 : 쿠와타니 나츠코)

베이비 프린세스에 등장하는 주인공과 19자매의 어머니. 19명의 딸을 낳고 요타로를 입양하여 총 20명의 어머니가 되었다. 본명 및 나이는 불명.(1974년~1978년생쯤측수) 하지만 아이를 쌍둥이 없이 연달아 19명을 낳을 정도면 아무리 못해도 35살 이상으로 추측할 수 있으며 웬만하면 40살이 넘는 고령으로 간주할 수 있다. 연예기획사를 운영하며 딸들을 소속 탤런트로 삼으려 하고 있으며, 장녀 미하루는 그 중 첫 번째로 기상캐스터 견습으로 활동중이다. 오모테산도 부근에서 일하고 있다. 소설판에서는 '아마츠카 미야(天使美夜)'라는 이름이며, 기획사 이름은 '트루 하우스'.
딸 츠라라와 함께 베이비 프린세스 3D 파라다이스 0 러브라는 라디오의 퍼스널리티로 활약한다. 성우도 이때 퍼스널리티를 공개하면서 공개되었다.

### 딸
- 미하루(성우 : 사토 리나)

베이비 프린세스의 장녀. 1996년생 19살. 가벼운 성격을 가졌지만 반면 장녀 답게 어른스러운 성격도 지니고 있다. 말투는 항상 요타로를 이성으로 생각하는 식의 말투를 즐겨 사용한다. 현재 어머니의 연예기획사에 소속되어 견습 기상캐스터로 일하고 있다.
 OVA 2화에 등장하는 지물로 풍선에 바람 넣듯 녹색 비키니 수영복을 입은 미하루가 몸을 부풀린다.
- 미조레(성우 : 사이토 유카)

베이비 프린세스의 차녀. 1997년생 18살. 이름의 의미는 진눈깨비. 쿨한 분위기로 다소 중성적인 차녀는 현재 고등학교 3학년. 미래를 보는 눈의 소유자인듯, 점 등이 특기. 종말사상을 가지고 있어서 언동은 언제나 추상적. 전작 시스터 프린세스의 치카게를 잇는 듯한 캐릭터. 초콜릿보다는 단팥을 좋아 하는 것 같다. 특히 도라야키를 좋아한다. 그래서 동생(주인공)에게도 단팥초콜릿을 줬다. 소설판에서는 3학년으로 진급, 학생회장에 취임했다. 또 체육대회에서 우승할 정도로 탁구를 잘한다.
- 하루카(성우 : 고토 유코)

베이비 프린세스의 3녀. 1998년생 17살. 리본을 좋아하는 소녀로 장래희망은 어릴적부터 쭉 "행복한 신부". 여자뿐인 집에서 자라, 믿음직한 남성을 동경하고 있다. 시스프리의 하루카와는 표기가 다르다(春歌/春風). 표기상의 의미는 '봄바람'. 하루카는 요타로를 "왕자님"으로 보고 있다.
2010년 2월 14일에는 아예 목욕재계까지 마치고 자신의 모든 것을 바치겠다며 달려들지만 돌연 히카루가 등장하는 바람에 실패했다.
OVA 2화에 등장하는 지물로 풍선에 바람 넣듯 분홍색 비키니 수영복을 입은 하루카에 몸을 부풀린다.
- 히카루(성우 : 토마츠 하루카)

베이비 프린세스의 4녀. 1999년 16살. 외견과는 어울리지 않게 보이시한 4녀는 이름대로 활발하고 남자같은 성격을 갖고 있다. 자매 19명중 유일하게 이름 표기로 가타카나를 사용한다. 운동이 특기로 복싱 등의 격투기를 배우고 있으며, 나기나타(일본식 장도)나 목검도 다룰 수 있다. 애용하는 목검의 이름은 킨시시마루(金獅子丸). 요타로와 함께 코노하나 학원(木花学園)의 같은 반에 다니고 있으며 학교에서는 여자들 사이에서도 인기가 높다. 또, 단 것을 좋아한다.
OVA 2화에 등장하는 지물로 풍선에 바람 넣듯 검은색 비키니 수영복을 입은 히카루가 몸을 부풀린다.
- 호타루(성우 : 우치다 아야)

베이비 프린세스의 5녀. 2000년생 15살. 솔직하고 상냥한 치유계인 5녀는 자매 중에서도 누구에게나 사랑받는 완충재적 존재이다. 나이보다 다소 어린 분위기가 있지만 사실 취미는 코스프레. 이름의 의미는 '반디'. 취미가 요리이지만 가끔 괴상한 요리를 만들기도 한다.
- 츠라라(성우 : 후지타 사키)

베이비 프린세스의 6녀. 2001년생 14살. 자매 중 가장 기가 센 6녀는 꽤 고압적인 고양이계 미소녀. 사실은 아주 우수한 두뇌의 소유자로 학교에서는 특별과정(아마 영재교육)을 이수하고 있으며(그래서 같은 학교에 다니는 호타루와는 교복 모양 및 색이 다르다), 성격은 이름처럼(고드름이라는 뜻) 약간 삐딱하고 차가우면서 톡톡 쏘는 듯한 캐릭터. 반면 자매들에 대해서는 상냥하며 특히 몸이 약한 와타유키를 걱정하고 있다. 요타로에게 역시 상당히 못마땅한 말투로 대하고 있다.
어머니인 카렌과 함께 베이비 프린세스 3D 파라다이스 0 러브라는 라디오의 퍼스널리티로 활약하며, 퍼스널리티가 공개되면서 애니판 19자매 캐릭터 중 가장 먼저 캐스팅이 공개되었다.
OVA 2화에 등장하는 지물로 풍선에 바람 넣듯 하얀색 비키니 수영복을 입은 츠라라가 몸을 부풀린다.
- 리카(성우 : 이토 카나에)

베이비 프린세스의 7녀. 2002년생 13살. 그 곳에 있는 것만으로 주위를 밝게 만드는 활발한 중학교 1학년생인 천연계 7녀. 조금 독특한 발상의 소유자로 트러블 메이커 기질도 있다. 대사와 생김새(금발벽안+복장)를 보면 알 수 있듯이 이국적인 이미지를 지녔다. 이름의 표기 및 의미는 '입하'. 요타로나 자매들에게 자주 포옹을 하면서 뺨에 키스하는 습관이 있다. 우라라 같은 경우는 그녀를 "머리가 봄날"이라고 부르기도 한다. 2009년 2월 14일에는 아예 I LOVE YOU라고 요타로에게 고백까지 한다.
- 코사메(성우 : 이구치 유카)

베이비 프린세스의 8녀. 2003년생 12살. 이름의 의미는 이슬비. 예쁜 자매들 중에서 조금 소심한 듯한 인상의 8녀. 장녀인 미하루를 동경하고 있지만 그렇게 될 수 없다고 포기하고 있다. 장래희망은 의사. 리카처럼 요타로에게 적극적으로 자신의 감정을 표현하지 못하는 자신이 부끄러운 듯. 주인공의 뺨에 키스하는 리카를 보면서 본인은 신경 안 쓴다고 한것 같지만 아무도 없는 곳에서 울었다.
- 우라라(성우 : 이세 마리야)

베이비 프린세스의 9녀. 2004년생 11살. 자매 중에서도 둘째가라면 서러운 미형의 9녀는 꽤나 고풍스러운 일본풍의 정통파 미소녀이지만 사실은 철도 분야에 있어서는 누구도 따라올 수 없는 철도 동호인. 게다가 남자를 아주 싫어한다. 초등학생 캐릭터들 중에서는 가장 성숙해 보이며, 코사메~와타유키까지의 초등학생 그룹에서는 유일하게 다른 초등학교에 다니고 있다. 이 학교는 초등학교임에도 불구하고 여학교이다. 외견과 성우가 팬티 앤드 스타킹 위드 가터벨트의 아나키 스타킹과 동일하다.
- 세이카(성우 : 미모리 스즈코)

베이비 프린세스의 10녀. 2005년생 10살. 만두머리가 트레이드마크인 10녀는 초등학교 4학년. 삼국지를 좋아해서, 그 영향인지 쿵후를 배운다고 한다. 요타로를 좋아하지만 그 감정은 여자로서 남자를 좋아하는 것이 아니라 충성심이라고 봐야 하기 때문에 다른 자매들에 비하면 구애를 하는 것에 대해 소극적이다.
- 유우나(성우 : 하시모토 마이)

베이비 프린세스의 11녀. 2006년생 9살. 자신을 마법사의 자손이라고 생각하는 밝고 건강한 초등학교 3학년생. 날마다 거는 마법의 사용법은 주로 연애나 숙제 방면이다. 그러나 가끔씩 엄청난 사건을 일으키기도 한다. 표기상 의미는 '저녁뜸'. 2009년 2월 14일에는 "백설공주가 되었으니 키스로 깨워주세요"라는 리본을 달고서, 오빠(주인공)의 방 침대에 몰래 숨어 들어가 누워 있었으나, 진짜로 잠들었고, 그걸 세이카에게 들켰다.
OVA 2화에 등장하는 지물로 풍선에 바람 넣듯 하늘색 비키니 수영복을 입은 유우나가 몸을 부풀린다.
- 후부키(성우 : 치하라 미노리)

베이비 프린세스의 12녀. 2007년생 8살. 이름의 의미는 눈보라. 비상하게 우수한 기억력과 IQ를 지닌 초등학교 2학년생. 눈에 띄지 않는 성격으로, 자신이 머리가 좋다는 자각도 없다. 머리가 너무 돌아가면 쓰러진다. 시력도 약하다. 이름처럼 찬바람이 휭휭 부는 성격으로, 도저히 초등학교 1학년의 그것이라고는 생각되지 않는 현학적인 언동을 보여준다. 혈액형이 불명이어서 인간이 아닐 가능성이 있다. 게다가 사람의 체온 정도의 온도에 약한 듯 현기증을 일으키거나 지나치게 분석적이고 현학적인 언동을 하기도 한다. 다만 어리기 때문인지 목소리 자체는 나가토보다는 미나미 치아키에 더 가까운듯.
항상 왼쪽 다리에 금으로 만든 고리를 달고 다닌다.
- 와타유키(성우 : 카네모토 히사코)

베이비 프린세스의 13녀. 2008년생 7살. 이름의 의미는 함박눈. 조금 의존적인 인상의 13녀는 부끄럼쟁이 초등 1학년생. 몸이 약해서 어릴때 유치원에도 제대로 가지 못하는 듯 하다. 가끔 병원에 입원하는 일도 있다. 그래서인지 정신적으로는 어른스러운 면이 있다. 7살 나이에도 불구하고 죽음을 염두에 두고 산다. 3마리의 족제비 같은 작은 동물을 키우고 있다. 태어나서 단 한 번도 혼자 심부름을 한적이 없다. 미즈키의 이야기를 듣고는 자신도 첫 심부름은 요타로하고 같이 하고 싶어한다.
- 마리(성우 : 유우키 아오이)

베이비 프린세스의 14녀. 2009년생 6살. 자신의 전생이 마리 앙투와네트였다고 확신하는 14녀는 유치원의 튤립반 소속. 요타로를 "페르젠"이라고 부른다. 유치원에서는 주변의 남자아이들에게 자신의 시중을 들게 하고 있다.
케이크를 좋아하며, 특히 구겔호프라면 사족을 못 쓴다.
- 미즈키(성우 : 하나자와 카나)

베이비 프린세스의 15녀. 2010년생 6살. 요괴나 유령 등의 초자연적인 것이 보이는 영감(靈感)소녀. 무녀복을 일상복처럼 입으며 고풍스런 말투를 사용하고 있다. 수호령으로 금빛구미호가 따라다니는데 일러스트상으로는 그냥 SD 구미호다. 성별은 암컷이고 OVA판 설정상 이름은 큐비이다. 2009년 2월 14일, 처음으로 심부름(물건 사오기)에 도전. 요타로와 동행했다.
가끔 일기에서 할머니를 언급하는 걸로 보아서, 말투는 할머니의 영향을 받았을 가능성이 크다.
- 사쿠라(성우 : 난죠 요시노)

베이비 프린세스의 16녀. 2012년생 3살. 엄청난 울보로 기가 약한 16녀는 귀여운 어리광쟁이. 새롭게 생긴 오빠를 마음으로 의지하고 있다. 곰 장식이 달린 커다란 모자가 트레이드마크. 균형감각이 없어서 자주 넘어진다.
- 니지코(성우 : 테라모토 유키카)

베이비 프린세스의 17녀. 2013년생 2살. 활발하고 장난꾸러기인 조숙한 느낌의 2살배기. 언니가 많아서인지 2살 치고는 꽤 조숙한 편으로, 여자아이다운 옷이나 악세사리를 좋아한다. 또 니지코와 사이가 좋은 분홍 코끼리 프레디가 있다. 이름에 '무지개'가 들어간다. 조숙할 뿐만 아니라, 하루카와 미하루의 영향을 받아서인지 이쪽도 오빠에 대한 애정공세가 좀 강하다.
- 소라(성우 : 노미즈 이오리)

베이비 프린세스의 18녀. 2014년생 1살. 1살치고는 꽤 말을 잘하는 똑똑한 아이. 하지만 소꿉장난이나 인형놀이보다는 곤충채집이나 미끄럼틀, 물가를 좋아하는 활발 타입. 이름의 의미는 '(푸른)하늘'. 여자뿐인 환경에서 자랐기 때문인지 처음으로 주변에 있는 이성인 요타로를 보고 성차에 흥미를 가진다. 하지만 너무 어리기 때문에 몸의 구조에 대해서는 별로 이해하지 못하는 것 같다.
서브 캐릭터는 개구리. 기본 일러스트에도 개구리가 있고 애니판 기본 일러스트인 수영복도 개구리 그림이 있는 수영복이다.
- 아사히(성우 : 오오가메 아스카)

베이비 프린세스의 19녀. 2015년생 0살. 아기인 관계로 아직 말문은 트지 않았다. 이제 막 걸음마를 시작한 0세. 비교적 얌전한 성격으로 어르면 잘 웃는다. 인형옷을 자주 입히고 있다. 프롤로그의 주인공과의 첫 만남때도 인형옷을 입고 있었다. 팬들 사이에서의 애칭은 '아~쨩(あーちゃん)'. 이름의 의미는 '아침해'
아직 말을 할 수 없기 때문에 일기 등에서는 아기 말 옆에 괄호를 치고 그 안에 해석을 달아 놓는데, 다소 호쾌한 성격이 엿보인다.